# 新名爪
新名爪（にいなづめ）とは、宮崎県宮崎市内の地名。正式には「宮崎市大字新名爪」の表記となる。住吉地域自治区に属している。郵便番号は880-0124。

## 地理
宮崎市の東北部、住吉地域自治区に属する。国道10号から国道219号が分岐する交通の要所であり、住吉地区の慢性的な渋滞が起きる地域である。沿線沿いに商店が並ぶほか、住宅街を形成する。他方、ほかの地域では農地に充てられる。
北を大字広原・大字島之内、東を大字塩路の飛び地、南を芳士・南方町 、西を池内町と接する。

## 歴史
- 1889年（明治22年）5月1日 - 町村制の施行により、北那珂郡広原村・島ノ内村・新名爪村・芳士村・塩路村の区域をもって住吉村が発足。
- 1896年（明治29年）4月1日 - 住吉村の所属郡が宮崎郡に変更。
- 1957年（昭和38年）10月1日 - 住吉村が宮崎市に編入。大字塩路が成立する。
- 2006年（平成18年）1月1日 - 旧・住吉村が住吉地域自治区となる。

## 世帯数と人口
2023年（令和5年）8月1日現在の世帯数と人口は以下の通りである。
| 町丁       | 世帯数   | 人口   |
| ---------- | -------- | ------ |
| 大字新名爪 | 1410世帯 | 3070人 |

## 小・中学校の学区
市立小・中学校に通う場合、学区は以下の通りとなる。
| 町名             | 小学校               | 中学校             |
| ---------------- | -------------------- | ------------------ |
| 大字新名爪の一部 | 宮崎市立住吉小学校   | 宮崎市立住吉中学校 |
| 大字新名爪の一部 | 宮崎市立住吉南小学校 | 宮崎市立住吉中学校 |

## 交通

### 鉄道
JR日豊本線が通過している。駅の設置はなく、最寄り駅は蓮ヶ池駅、日向住吉駅である。

### バス
宮交グループの運営するバスが営業している。

### 道路
- 国道10号
- 国道219号

## 施設
- 宮崎県立宮崎北高等学校